# L'Odyssée de Pénélope
L'Odyssée de Pénélope (en anglais The Penelopiad) est un roman publié en 2005 par l'écrivaine canadienne Margaret Atwood. Il s'agit d'une réécriture de l’Odyssée d'Homère relatée du point de vue de Pénélope et de douze servantes d'Ulysse exécutées au retour de leur maître.

## Résumé
Le roman fait alterner des chapitres en prose narrées par l'ombre de Pénélope et d'autres où intervient un chœur composé de douze servantes du palais d'Ulysse exécutées par ce dernier à son retour de Troie pour s'être montrées complices des prétendants de Pénélope. Dans les chapitres en prose, Pénélope parle depuis les Enfers où son ombre réside toujours de nos jours, tout comme celle d'autres héroïnes et héros de la mythologie grecque. Elle souhaite rectifier les nombreux mensonges et déformations racontées à son sujet à l'époque et elle relate sa vie, depuis sa jeunesse jusqu'aux événements suivant la fin de l’Odyssée. Les chapitres faisant intervenir le chœur des douze servantes adoptent des formes littéraires variées, allant de la chanson à la scène de théâtre en passant par la comptine comique ou un chant choral proche des tragédies grecques.

## Histoire éditoriale
The Penelopiad paraît en 2005 aux éditions Canongate. Il forme le premier livre d'une collection « The Myths » dans laquelle l'éditeur invite plusieurs écrivains et écrivaines à livrer des réécritures de mythes. En France, le roman paraît la même année sous le titre L'Odyssée de Pénélope chez Flammarion, dans la collection « Mythes du monde ».

## Accueil critique
Dans le journal britannique The Guardian, Peter Conrad livre une critique favorable du roman, dont il estime le propos « rigoureusement féministe » mais où le « plaisir du texte » naît selon lui principalement de la « désacralisation pleine d'esprit de l'épopée d'Homère », qu'il rapproche notamment des opérettes d'Offenbach comme Orphée aux Enfers ou La Belle Hélène. Les chansons impertinentes du chœur des servantes pendues le font penser aux comédies musicales de Broadway.